# Монастырь Святых Космы и Дамиана (Константинополь)

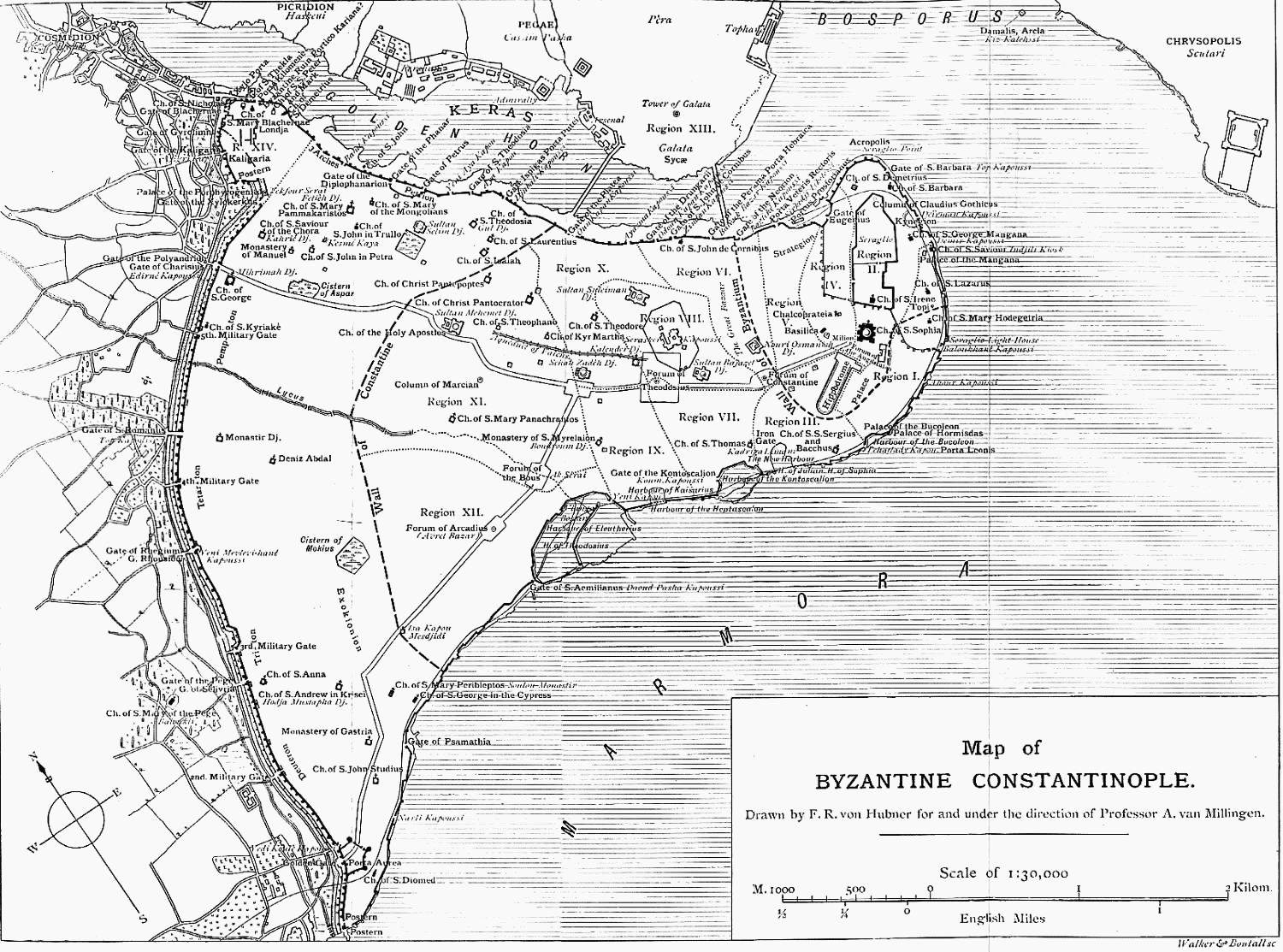
Карта Константинополя. Космидион отмечен в левом верхнем углу.

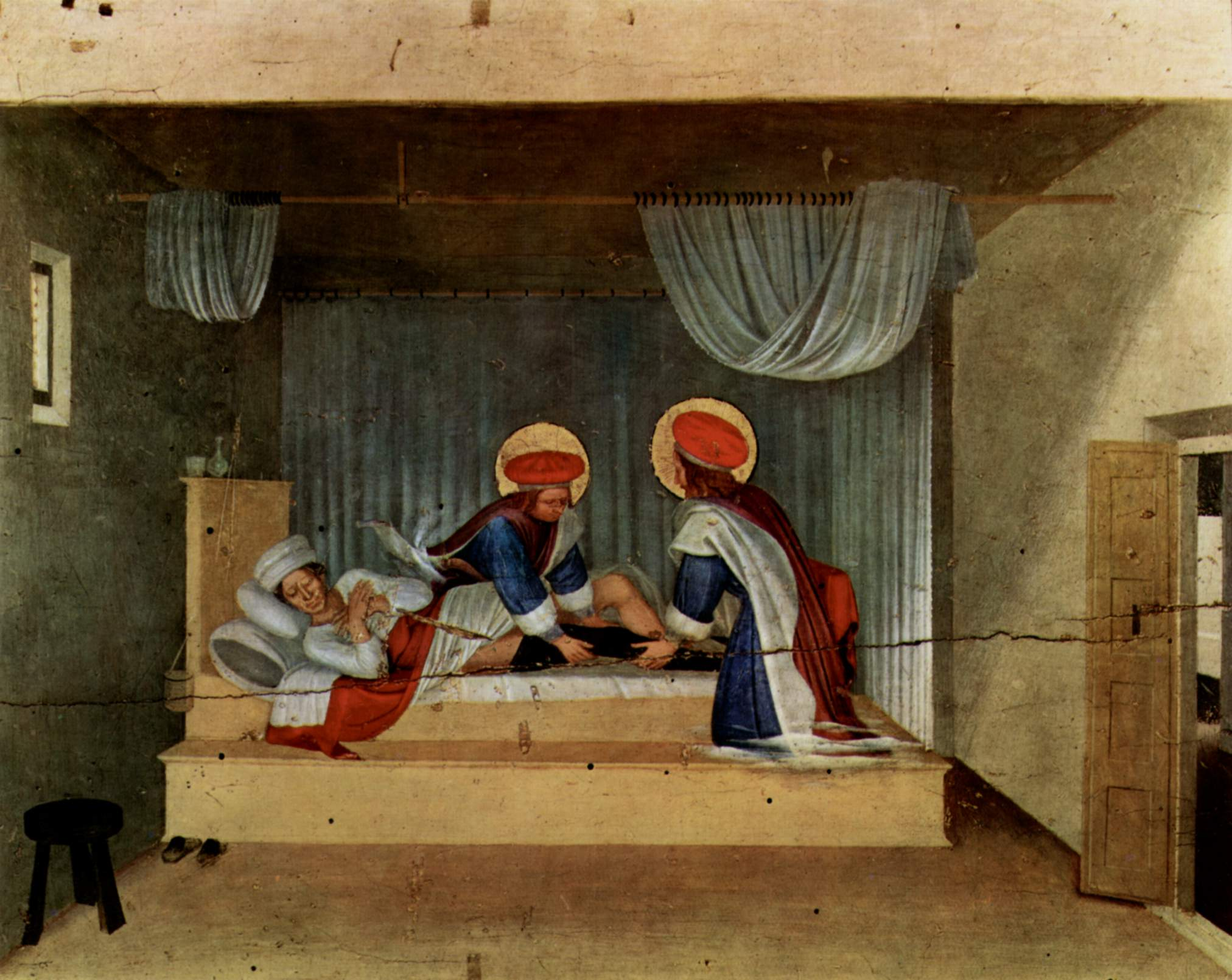
Пересадка ноги Святых Космы и Дамиана (Картина Фра Анджелико, Национальный музей Сан-Марко, Флоренция).

Монасты́рь святы́х Космы́ и Дамиа́на, известный также как Космидио́н (др.-греч. Κοσμίδιον) — несуществующий в настоящее время храм, а затем монастырь Константинопольской православной церкви, посвящённый братьям-врачам, принявшим мученическую смерть в Риме в конце III века. Монастырь, располагавшийся в одноимённом районе Константинополя, неоднократно упоминается в исторических источниках, в том числе трудах русских паломников. Среди его реликвий были головы обоих мучеников, покрытые сначала серебром, а затем золотом. Также известно о существовании при Космидионе ксенодохия.

## История

### Возникновение
Согласно Patria Konstantinupoleos, приписываемому Георгию Кодину, церковь была построена Павлином, другом детства императора Феодосия II. Псевдо-Кодин сообщает в этой связи, что строительство уже началось, когда император обвинил Павлина в том, что тот состоит в преступной связи с императрицей Евдокией. В отличие от версии Иоанна Малалы, по версии псевдо-Кодина Павлин сначала отделался только потерей ушей, в чём была усмотрена поддержка святыми желания устроить святилище. Феодосий, затаивший злобу, дождался окончания строительства и по отбытии императрицы в Иерусалим в 439 году приказал казнить Павлина. Безотносительно к достоверности этой истории, она даёт приблизительную дату постройки храма.
Не известно, когда там был образован монастырь. Известно, что в 518 г. он был главным столичным монастырём патриарха Иоанна II. Затем, при патриархе Мине в нём состоялся церковный собор.
Прокопий Кесарийский в своём трактате «О постройках» приводит рассказ о том, как император Юстиниан I перестроил монастырь:
Когда император Юстиниан как-то был тяжко болен, и казалось, что он умирает, к нему, покинутому врачами, так как все равно, думали они, он является трупом, явились в видении эти святые и сверх всякого ожидания и человеческого вероятия спасли его, поставили на ноги. Воздавая им мудро признательность, насколько и чем это возможно для людей, он переделал и переустроил всё прежнее здание их храма, бывшее некрасивым, бедным и недостойным таких святых, сделав храм блестящим и красотой и величиной, дав ему много света, и щедро посвятил им многое, чего раньше тут не было. Все те, которые бывают подвержены болезням, более сильным, чем искусство врачей, отказавшись от человеческого лечения, прибегают к единственной оставшейся у них надежде: сев на барку (египетское судно), они плывут по заливу к этому храму. И при самом уже начале своего плавания они видят перед собою этот храм, стоящий как на акрополе, вознесённый благодарностью императора и дающий им возможность ласкать себя надеждой, исходящей отсюда.

### Дальнейшая история
Реставрированный Юстинианом, монастырь недолго простоял неприкосновенным. 5 июня 626 года, в ходе осады города аварами, монастырь был разграблен. Неизвестно, кем, как и когда храм был восстановлен, однако на Втором Никейском соборе, в частности, обсуждался культ чудотворных икон собора святых Космы и Дамиана, который вполне может быть отождествлён с Космидионом. В 822 году Фома Славянин избрал монастырь своей штаб-квартирой на время осады Константинополя.
Начиная с IX века монастырь часто использовался как место изгнания церковных иерархов. Там содержались патриарх Фотий и изгнанный Василием II патриарх Антиохийский Агапий II.
Император Михаил IV Пафлагонский восстановил здания церкви и окружил их садами и лужайками. Внутри они были украшены мраморными статуями и мозаиками. В 1076 году Иоанн Вриенний, брат узурпатора Никифора Вриенния, разбил свой лагерь в Космидионе. Николай Музалон, изгнанный архиепископ Кипра, провёл там 37 лет, пока не был назначен патриархом Константинопольским.
В 1081 году, согласно «Алексиаде», Комнины, выступившие против Никифора III Вотаниата, сначала остановились в Космидионе, а в 1096 году там разбил свой лагерь Готфрид Бульонский. Монастырь, вероятно, пережил без существенных потерь владычество крестоносцев, и был разрушен после падения Константинополя.

## Расположение
Точное положение монастыря неизвестно. Прокопий Кесарийский сообщает, что храм стоял на краю залива Золотой Рог, «на высоком, почти отвесном месте». Указания относительно его местоположения содержатся также в русских источниках. Стефан Новгородец рассказывает, как паломники «пошли за пределы города. На равнине близ моря монастырь большой во имя святых Козьмы и Демьяна; тут приложились к головам их, оковано очень хитро золотом». Антоний Новгородский сообщает, что монастырь находился к востоку от Влахерн, что вряд ли соответствует действительности, так как там находятся воды залива. Современные исследователи единогласно помещают храм в район Эюп.